# Talijansko gospodarsko čudo
Talijansko gospodarsko čudo (talijanski : boom economico i il miracolo economico) je pojam kojim se često služe povjesničari, ekonomisti i masovni mediji kad označavaju dugo razdoblje gospodarskog rasta u Italiji. S obzirom na dugotrajnost i veličinu oporavka nakon potpune gospodarske uništenosti, nazvano je gospodarskim čudom.

## Povijest
Trajalo je od kraja Drugog svjetskog rata sve do kasnih 1960-ih a najjače je bilo od 1950. do 1963. godine. Ovo razdoblje talijanske povijesti predstavlja kamen međaš talijanskog gospodarskog i društvenog razvitka. U ovom je razdoblju Italija preobličena iz siromašne nacije koja je bila uglavnom ruralna u veliku industrijsku silu. Osim ovih dimenzija, u ovom je razdoblju napravljen prijelom u društvu i kulturi. 
Time se je Belpaese pretvorio od nerazvijene države uglavnom poljodjelskog gospodarstva u jednu od najrazvijenijih država na planetu.
Jedan je povjesničar zapazio da je do kraja 1970-ih "da je pokriće socijalne sigurnosti bilo sveobuhvatno i relativno darežljivo. Materijalni životni standard umnogome se poboljšao za veliku većinu stanovništva."
Početak su označile povoljne političke okolnosti. Iako je Italija bila poražena zemlja u Drugom svjetskom ratu, tijek međusavezničkih odnosa poslije rata išao je na ruku Italiji. Bila je u važnom geostrateškom položaju u doba hladnog rata, Zapadne Europe, jugoistočne Europe, Srednje Europe i sjeverne Afrike. Marshallov plan joj je dao 1204 milijuna dolara. Zadnja godina tog plana 1951. preklopila se s tek izbilim Korejskim ratom. Ta je rat stvorio veliku potražnju za kovinama i inim materijalima što je bio veliki poticaj rastu talijanske teške industrije. Tako se postavila osnovica spektakularnom gospodarskom rastu koji je trajao sve do naftne krize 1973. godine.

## Hrvatska
Italija je tradicijski veliki vanjskotrgovinski partner Hrvatskoj. Učinci ovog rasta prelili su se u Hrvatsku na nekoliko područja. Gospodarski ojačala Italija postala je još veći kupac hrvatske robe i usluga, talijanske novorazvijene industrije kupovale su robu koje do tada nisu kupovale što je dalo poticaja dodatnoj proizvodnji hrvatske industrije i razvitku slabih i novih industrijskih grana u Hrvatskoj, ojačali i povećani srednji sloj putovao je turistički češće u Hrvatsku i kupovao hrvatske proizvode, što je stvaralo potražnju za hrvatskim proizvodima i omogućavalo da hrvatska roba ne ostaje neprodana.

## Umjetnost
Ovo se čudo odrazilo kao motiv u umjetnosti. Ističu se djela pisca Luciana Bianciardija te filmovi La dolce vita i Il sorpasso.